# Huvinabadgalli
Huvinabadgalli är en ort i Indien.   Den ligger i distriktet Bellary och delstaten Karnataka, i den södra delen av landet, 1 500 km söder om huvudstaden New Delhi. Huvinabadgalli ligger 524 meter över havet och antalet invånare är 25 311.
Terrängen runt Huvinabadgalli är platt. Runt Huvinabadgalli är det ganska tätbefolkat, med 185 invånare per kvadratkilometer. Det finns inga andra samhällen i närheten. Trakten runt Huvinabadgalli består till största delen av jordbruksmark.